# Ortosia (astronomia)
Ortosia è un piccolo satellite naturale di Giove scoperto nel 2001 da una squadra di astronomi dell'Università delle Hawaii composta da Scott Sheppard, David Jewitt e Jan Kleyna. L'Unione Astronomica Internazionale le ha attribuito il nome di Ortosia, una delle Ore secondo la mitologia greca, simbolo della Prosperità; le Ore erano le figlie di Temi e Zeus (Giove).
L'oggetto era precedentemente noto mediante la designazione provvisoria S/2001 J 9.

## Parametri orbitali
Stanti i suoi parametri orbitali, Ortosia è considerata un membro del gruppo di Ananke, costituito dai satelliti naturali di Giove irregolari caratterizzati da un moto retrogrado attorno al pianeta, da semiassi maggiori compresi fra i 19,3 e i 22,7 milioni di km e da inclinazioni orbitali prossime ai 150° rispetto all'eclittica.